# Pavlodar
Pavlodar (kazaški i ruski: Павлодар) je grad u sjeveroistočnom Kazahstanu, te glavni grad istoimene regije, smješten na rijeci Irtiš.
Smješten je oko 450 km sjeveroistočno od glavnog grada Astane, te ima oko 350.000 stanovnika. Jedan je od najstarijih gradova u sjevernom Kazahstanu, osnovan 1720. na južnosibirskoj željezničkoj pruzi pod imeneom Korjakovski. Zbog blizine slanih jezera postaje važno mjesto za preradu soli, te 1861. godine mijenja ime u Pavlodar, u čast rođenja velikog vojvode Pavla Aleksandroviča. Nagli rast grada započinje od 1950-ih planskom izgradnjom industrijskih pogona za preradu aluminija i nafte te proizvodnju traktora, strojeva, kemijskih i prehrambenih proizvoda i dr. Većinu stanovnika čine Kazaci i Rusi, sa značajnijim udjelima Ukrajinaca, Nijemaca i Tatara. 

## Fotografije
- Kazalište Ajimautov
- "Kuća prijateljstva"
- Glavna željeznička stanica
- Nogometni stadion Ortalik
- Stara gradska džamija
- Pogled na rijeku Irtiš
- Džamija Abdulfattah Ramazanov
- Blagoveščenskijska katedrala (ruska pravoslavna crkva)
- Katolička crkve sv. Tereze